# Puchar Króla Tajlandii w piłce nożnej
Puchar Króla Tajlandii - jest turniejem piłkarskim, rozgrywanym w Tajlandii niemal regularnie co roku od 1968, z pewnymi wyjątkami (np. 1983, 2008 czy 2011). Reprezentacja Polski brała dwa razy udział (1999, 2010) w Pucharze Króla Tajlandii i zajęła drugie (2010) oraz trzecie (1999) miejsce.